# Antonio Permunian
Antonio Permunian est un joueur de football suisse né le 16 août 1930 à Bellinzone et mort le 5 mars 2020 dans la même ville,.

## Caractéristiques
- Poste : gardien
- Formation : AC Bellinzone

## Palmarès
- Champion suisse en 1948 avec AC Bellinzone

## Équipe nationale
- 11 sélections
- Première sélection : Hollande - Suisse 4-1, le 22 mai 1955 à Rotterdam
- Dernière sélection : Angleterre - Suisse 3-1, le 9 mai 1962 à Londres

## Clubs successifs
- 1948-1960 AC Bellinzone
- 1960-1966 FC Lucerne
- 1966-1968 AC Bellinzone